# Alarma TV
Alarma TV é um programa polêmico que traz notícias inusitadas, muitas vezes utilizando de vídeos que circulam na internet, incluindo cenas violentas e de cunho sexual. O programa é produzido pela Estrella TV, canal de língua espanhola para residentes nos Estados Unidos. É apresentado por Janice Villagrán e Jorge Antolín.
É auto-intitulado como um programa de revista e possui 30 minutos de duração na transmissão original, afirmando que traz "notícias não vistas em nenhum outro lugar" e de que é voltado para aqueles que se "interessam pelo inexplicável". É uma das primeiras atrações da Estrella TV, sendo exibido desde 2009 (em rede nacional).

## Transmissão no Brasil
O programa é dublado e transmitido a nível nacional pelo SBT. A primeira exibição foi em 1 de outubro de 2019, conforme o desejo do Silvio Santos, sendo exibido um pouco antes do SBT Brasil, mas cancelado logo no dia seguinte por baixa audiência. No entanto, em 3 de outubro o programa volta ao ar, um pouco antes da atração infantil Bom Dia & Cia, o que trouxe críticas nas redes sociais devido ao conteúdo mostrado. Houve uma enquete para exibição nas tardes de sábado, mas o público não aprovou e foi logo removida. O "enlatado" só voltou a ser exibido em 1 de dezembro de 2019, dois meses depois, desta vez durante a madrugada.
Em 21 de julho de 2020 o Alarma TV volta a ser exibido pelo canal nas madrugadas sem eliminar os vídeos mais fortes e chocantes, apesar de ser considerado de "baixo nível", a atração ficou atrás apenas da Rede Globo no horário.Essa exibição foi a mais longa do programa no canal brasileiro desde a sua aquisição, pois ficou no ar até o dia 1.° de outubro de 2020, sendo substituído pelas reprises do SBT Brasil após a exibição de todos os seus 75 episódios.